# Данлап (Тенеси)
Данлап (енгл. Dunlap) град је у америчкој савезној држави Тенеси.

## Демографија
По попису из 2010. године број становника је 4.815, што је 642 (15,4%) становника више него 2000. године.
| Група             | 2000.         | 2010.         |
| Белци             | 4.099 (98,2%) | 4.420 (91,8%) |
| Афроамериканци    | 7 (0,2%)      | 15 (0,3%)     |
| Азијати           | 10 (0,2%)     | 11 (0,2%)     |
| Хиспаноамериканци | 34 (0,8%)     | 301 (6,3%)    |
| Укупно            | 4.173         | 4.815         |